# Auguste Dujardin
Pour les articles homonymes, voir Dujardin.
Louis Auguste Dujardin est un sculpteur et médailleur, français né à Paris le 4 juin 1847, et mort à Essey-lès-Nancy le 19 décembre 1925. 

## Biographie
Auguste Dujardin est le fils de François Joseph Dujardin, relieur, et de Madeleine Métrat, fille d'un capitaine des douanes de Thionville. Il est entré à l'École des arts décoratifs comme élève sculpteur. Il obtient plusieurs prix, dont la médaille d'or du prix Charles Percier. Il est admis au concours à l'école des beaux-arts en 1866, élève du sculpteur Dumont, membre de l'Institut. Il suit les cours d'esthétique d'Eugène Viollet-le-Duc et d'Hippolyte Taine et travaille un temps dans l'atelier du restaurateur Dournez. Au prix de Rome de 1867, il fait partie des quatre élèves qui obtiennent un accessit (il n'y a pas de prix de Rome cette année-là). Il cherche avec Georges Pull à retrouver le secret de la faïence de Bernard Palissy avant d'accepter un poste de professeur de dessin et de sculpture à l'école professionnelle de Reims en 1869 à la condition de pouvoir participer au concours du prix de Rome.
La Guerre franco-allemande de 1870 et la Commune de Paris ne lui permettent pas de passer le concours du prix de Rome. Il se marie le 5 août 1871 avec la peintre Édmonde Gérard. La construction de l'école professionnelle de Reims compromettent sa carrière à Reims, mais il travaille avec Viollet-le-Duc à la basilique Saint-Remi de Reims et à la cathédrale de Reims. En 1873, il doit se reposer pendant six mois en Lorraine Allemande à Château-Rouge, village de sa famille maternelle. Il va découvrir la cathédrale de Metz. La maladie de sa femme l'oblige à prolonger son séjour. Elle meurt en couches en 1874.
Il s'intéresse à la cathédrale de Metz et critique l'architecture néo-classique de Jacques-François Blondel plaquée contre un édifice gothique. L'évêque de Metz, Paul Dupont des Loges, va acheter les maisons entre 1845 et 1861 qui avaient été construites derrière les arcades de Blondel à partir de 1826 et les fait détruire entre 1854 et 1867. Les démolitions des arcades et des maisons avaient déjà commencé par les deux extrémités à partir de 1854. En 1859, une discussion s'est amorcée entre Jean François Racine, architecte diocésain, et Auguste Prost au sujet de l'architecture de Blondel contre la cathédrale. Auguste Prost souhaitant conservé le projet de Blondel.
Paul Tornow, un architecte allemand, prend la direction du chantier de la cathédrale le 26 novembre 1874. Il se fait engager comme ouvrier sculpteur sur le chantier, sans dire à l'architecte qui il est et qu'il a des compétences. Paul Tornow reconnaît son talent. Auguste Dujardin devient son adjoint en 1876 pour la restauration du portail de la Vierge qui avait été caché et abîmé par l'architecture de Blondel et inventer le portail du Christ pour remplacer le portail construit par Blondel.
Paul Tornow et Auguste Dujardin ont fait deux voyages en France pour étudier les édifices gothiques en 1891 et 1895. Ces voyages ont permis à Paul Tornow de mettre au point son projet pour le nouveau portail du Christ sur la façade occidental. Le portail de Blondel est démonté entre février et décembre 1898. La première pierre du nouveau portail néogothique est posée en mai 1900. Il a été inauguré le 14 mai 1903 par Guillaume II.
Il a réalisé les sculptures du tympan du portail central de l'église Sainte-Ségolène sur le thème Mort et gloire de Ségolène.
Il a reconstitué la colonne de Merten sept ans après sa découverte, le 3 janvier 1878, à partir des 71 fragments trouvés. La reconstitution de la colonne de Merten se trouve au Musée de la Cour d'Or.
Auguste Dujardin mettait au point le modèle définitif en relief des portes de bronze du portail occidental quand s'est déclarée la Première Guerre mondiale. Citoyen français, il a quitté Metz avec ses deux filles en août 1914 dans le dernier train pour Nancy et s'est installé ensuite à Essey-lès-Nancy, ville natale de sa seconde épouse, Julie Guérin.
Il était artiste-agrégé de l'Académie de Metz depuis 1878. Il y a présenté « Réflexions architectoniques sur les diverses phases de la cathédrale Saint-Étienne de Metz »

## Publication
- « Rapport sur le monument découvert à Merten en 1878 », dans Mémoires de l'Académie de Metz 1877-1878, 59e année, 1879, p. 335-349 (lire en ligne)